# Dulce (canción)
«Dulce» es una canción pop grabada por la cantautora chilena, Francisca Valenzuela. Esta canción es el segundo sencillo y el más exitoso de su primer álbum  en solitario, Muérdete la lengua. El sencillo fue publicado en Chile el 28 de diciembre de 2006. Este tema, igual que "Peces" y "Las Vegas", cuenta con la participación de los guitarristas y baterista de la banda Los Bunkers.

## Lista de canciones
Sencillo Promocional
1. «Dulce» (Radio Versión) – 3:20
2. «Dulce» (Álbum Versión) – 3:28

Sencillo de descarga digital
1. «Dulce» (Álbum Versión) – 3:28

## Créditos

### Personal
- Francisca Valenzuela – voz, piano y teclado.
- Mauricio Durán – guitarra eléctrica y acústica.
- Francisco Durán – bajo y triple.
- Mauricio Basualto – batería y percusión.

### Grabación
- Gonzalo "Chalo" González: grabación y masterización.
- Marcelo Aldunate: mezcla.

## Video musical
La canción contó con un videoclip lanzado como el primero del álbum en 2007 y fue dirigido por Francisco García.
- Productora: Los Winners Films
- Producción: Francisca Valenzuela y Nicolás Matzner W.
- Producción de arte: Mario Navarro
- Dirección de fotografía: Rodrigo Lobos
- Cámara: Rodrigo Lobos
- Montaje: Teresa Viera Gallo
- Pelo y maquillaje: Ximena Aravena

## Calificación
| Año  | Máxima posición |
| Año  | CHI             |
| ---- | --------------- |
| 2006 | 2               |